# 齐塔-埃娃·丰肯豪泽
齐塔-埃娃·丰肯豪泽（德語：Zita-Eva Funkenhauser，1966年7月1日—），德国女子击剑运动员。她曾代表西德和德国参加1984年、1988年和1992年夏季奥林匹克运动会击剑比赛，获得二枚金牌、一枚银牌和一枚铜牌。